# Zbigniew Słowik
Zbigniew Słowik (ur. 13 marca 1972 w Żyrardowie) – polski kompozytor, aranżer, pedagog i dyrygent.

## Życiorys

### Młodość i edukacja
Urodził się w rodzinie o muzykalnych tradycjach. Jego ojciec, inżynier specjalizujący się w procesie przędzenia lnu, był wielbicielem muzyki poważnej. Jego dziadek, Władysław Słowik, był skrzypkiem i lutnikiem, szefem orkiestry wojskowej 18. Pułku Piechoty w Skierniewicach w latach 1921 – 1939, oraz kapelmistrzem orkiestry kolejowej w Skierniewicach. 
Zaczął komponować w wieku 16 lat. 
Skończył Państwową Szkołę Muzyczną I i II stopnia im. Ignacego Jana Paderewskiego w Żyrardowie. 
W trakcie studiów zmuszony był do podjęcia pracy zarobkowej. 
Jego debiut kompozytorski miał miejsce w 1994 roku. Dwa lata później ukończył studia na wydziale kompozycji Akademii Muzycznej w Warszawie pod kierunkiem prof. Zbigniewa Bagińskiego.

### Praca twórcza
W 1996 roku Zbigniew Słowik rozpoczął pracę jako organista w Parafii Matki Boskiej Pocieszenia w Żyrardowie. 
W 2000 zaczął nauczać w żyrardowskiej państwowej szkole muzycznej zasad muzyki i harmonii. 
W 2006 kandydował bez powodzenia do sejmiku mazowieckiego z listy Ligi Polskich Rodzin. 
W 2010 ukazała się płyta z utworami jego kompozycji w wykonaniu Elżbiety Budnik Piano work, wydana przez Acte Préalable.
Obecnie uczy zasad muzyki i kształcenia słuchu w żyrardowskiej państwowej szkole muzycznej. W 2016 roku obchodził 25-lecie pracy twórczej, z okazji której odbył się m.in. koncert utworów kompozytora w wykonaniu grona pedagogicznego szkoły muzycznej.

## Twórczość
Zbigniew Słowik zadebiutował Suitą na instrumenty smyczkowe (1992) w 1994 roku w Filharmonii Krakowskiej. 
Jest autorem hejnału Żyrardowa, zatwierdzonego uchwałą Nr XL /265/97 Rady Miejskiej Żyrardowa z dnia 29 października 1997 r. w sprawie ustanowienia symboli Miasta Żyrardowa. 
Inne znaczące utwory w dorobku kompozytora to między innymi Im Kinderraum na alt, flet, obój, akordeon i orkiestrę smyczkową (2004), Mała Suita Olimpijska na fortepian solo (2009), The Motor Poem „Quo vadis homine” na małą orkiestrę symfoniczną (2011), Mała Suita Majowa na fagot i organy (2013), 3 Psalmy na 4-głosowy chór a cappella (2014), Zumba Concert na fortepian i orkiestrę (2017). 
Kompozytor tworzy również aranżacje znanych przebojów muzyki popularnej i filmowej, takich jak piosenki Beatlesów, czy motywy z Gwiezdnych Wojen. 

## Nagrody
- 2003 - Ogólnopolski Konkurs Kompozytorski we Wrocławiu na 25-lecie Pontyfikatu Jana Pawła II - wyróżnienie[1]
- 2004 - Międzynarodowy Konkurs Kompozytorski Muzyka Ogrodowa w Krakowie - IV nagroda[1]
- 2005 - Festiwal Srebrna Szybka w Krakowie - wyróżnienie[1]
- 2008 - Międzynarodowy Konkurs Kompozytorski Muzyka Ogrodowa w Krakowie - wyróżnienie[1]
- 2009 - Ogólnopolski Konkurs Kompozytorski w Legnicy - wyróżnienie[1]
- 2010 - V Konkurs Kompozytorski Srebrna Szybka w Krakowie - II nagroda w kategorii "utwór na instrument solowy" i dwa wyróżnienia[1]
- 2014 - IV Konkurs Kompozytorski im. F. Nowowiejskiego w Olsztynie - wyróżnienie[1]
- 2016 - Konkurs Kompozytorski Legnica Cantat - I nagroda[1]

## Życie osobiste
Zbigniew Słowik jest żonaty, ma syna. Jest posiadaczem słuchu absolutnego.